# Leghorn

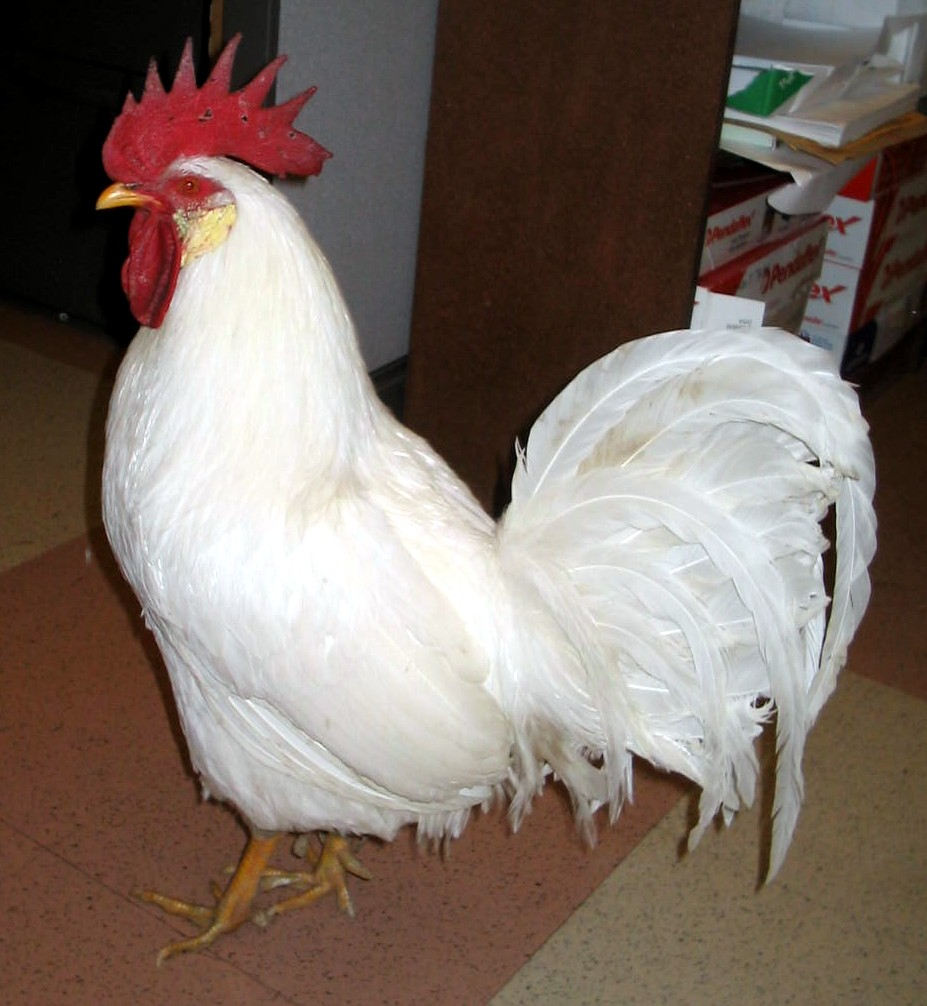
Witte leghornhaan

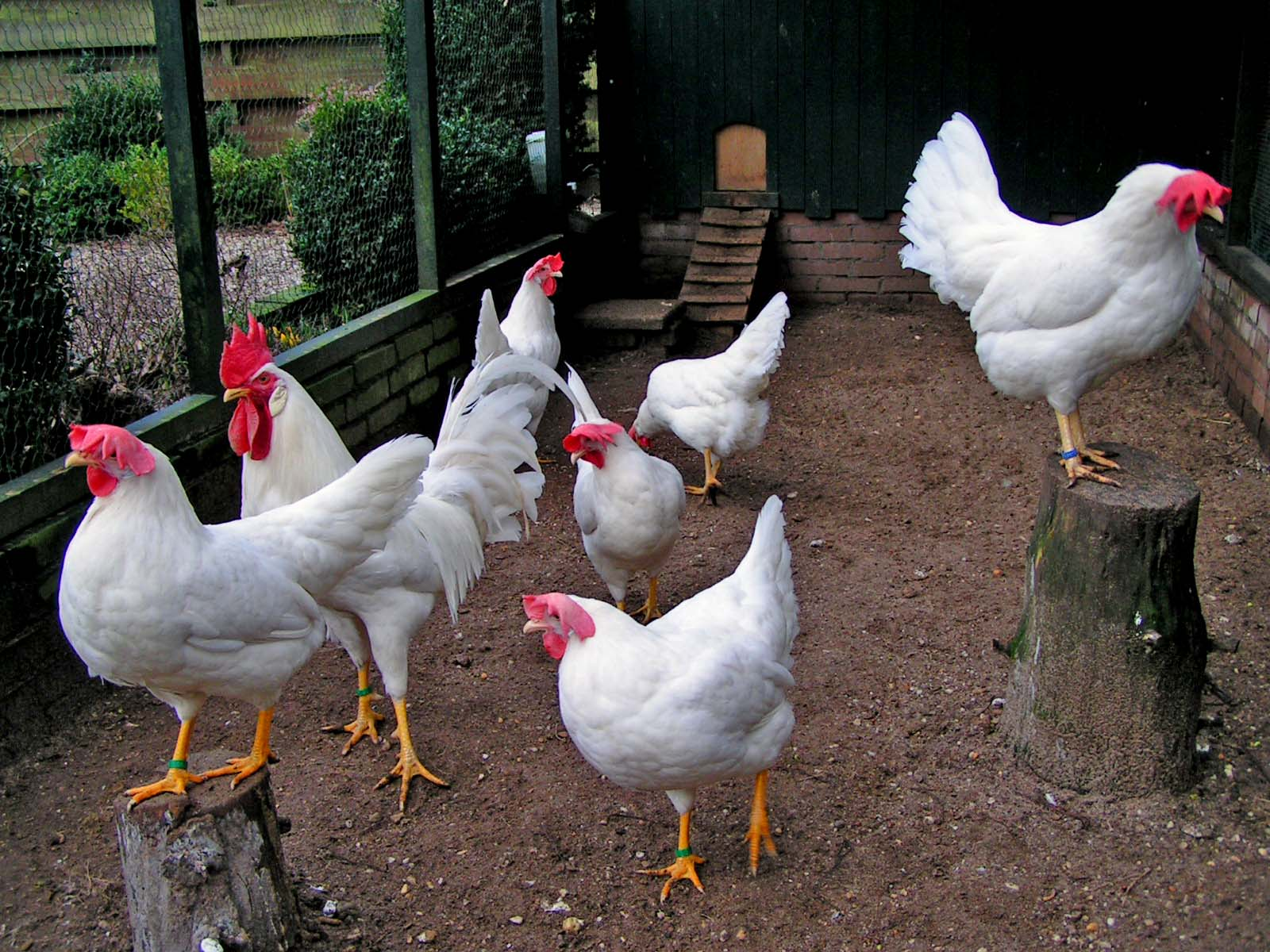
Toom witte leghorns

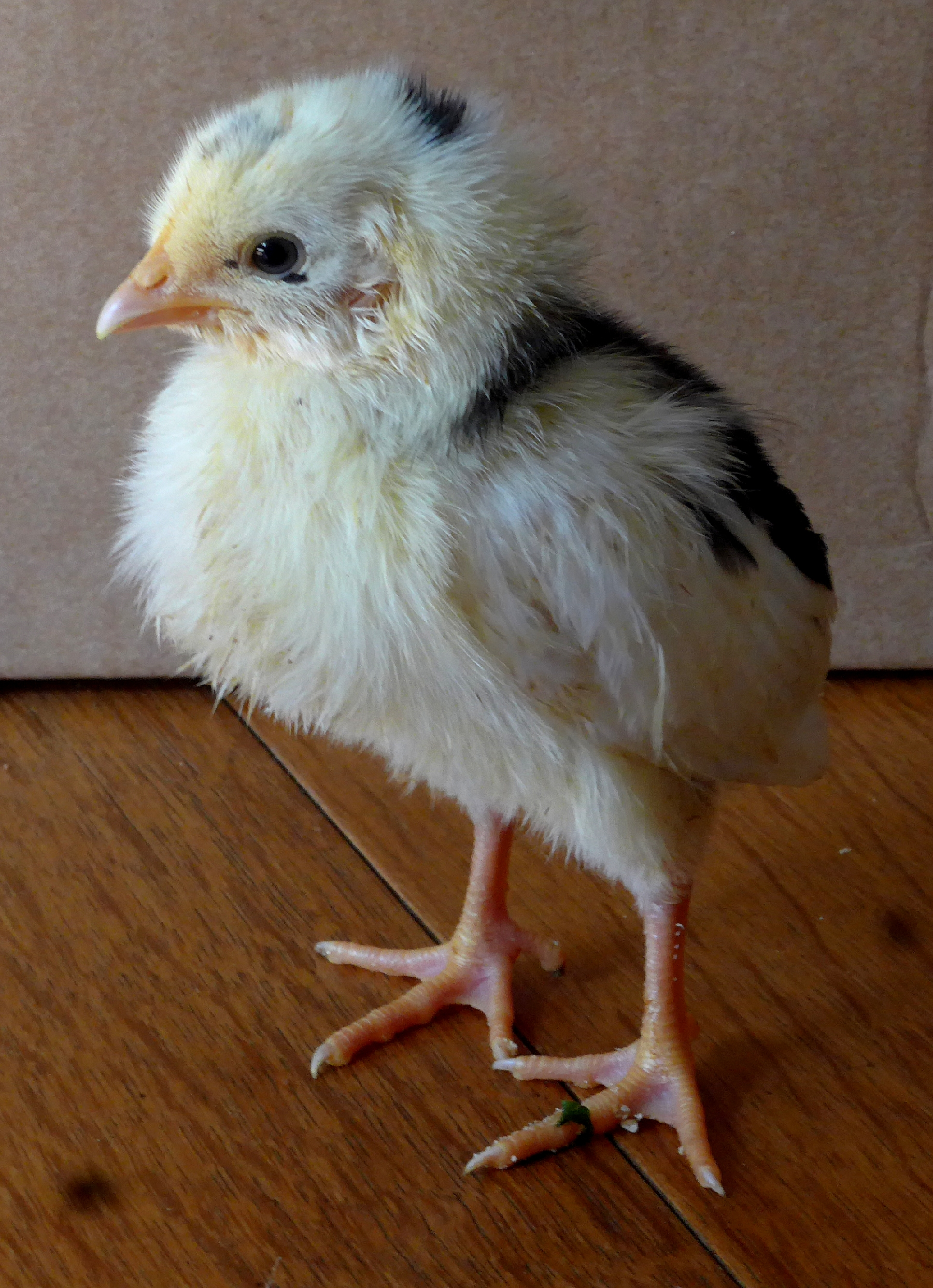
Leghorn, witbont, kuiken, 8 dagen

De leghorn is een van oorsprong Italiaans kippenras, dat zijn naam dankt aan de Italiaanse havenstad Livorno.

## Geschiedenis
De leghorn werd al aan het begin van de jaartelling door de Romeinse schrijvers Marcus Terentius Varro Reatinus en Columella beschreven. Rond 1835 werden deze patrijskleurige hoenders via Livorno naar de Verenigde Staten verscheept. Later zijn er nog diverse ladingen van witte hoenders uit Italië in Amerika aangekomen, die in de VS zijn gefokt tot een specifiek legras. Bij deze dieren woog de haan maximaal 1,6 kg. Tijdens de landbouwcrisis (1879-1895) kwamen Amerikaanse leghorns vanwege hun goede leg naar Europa en werden daar in verschillende landen verder verbeterd. In Engeland werd Maleier en Minorca ingekruist waardoor het lichaamsgewicht aanmerkelijk toenam, de Engelse witte leghorn haan weegt nu tot 2,75 kg. De Amerikaanse leghorn is daarmee niet alleen voorouder van de Engelse witte leghorn, maar ook van de Rhode Island Red.
De leghorn is puur voor de productie gefokt: tegen 1940 bestond 75 à 80% van de Nederlandse productiepluimveestapel uit witte leghorns. Vanaf 1950 kwamen steeds meer tweerassenkruisingen voor en daarna hybriden, die uiteindelijk de productierassen die er nog waren verdrongen hebben. Nu wordt de leghorn alleen nog door liefhebbers gehouden.

## Raskenmerken
In Nederland erkent de bondsvereniging Kleindier Liefhebbers Nederland drie verschillende typen leghorn: de Amerikaanse, Nederlandse en de Engelse. Alle types hebben gele poten, witte oren en meestal een enkele kam die bij de hen naar één kant omvalt. Ook dieren met een rozenkam zijn erkend. In 2006 heeft ook Italië een rasbeschrijving (standaard) gemaakt van de oorspronkelijke Italiaanse hoenders, op basis van oude Italiaanse beschrijvingen en de benaming livorno.
Amerikaanse leghorns hebben een grote, goed gespreide staartpartij, een kamstructuur die gladder is dan algemeen is bij hoenders en een vrij lange, recht naar achteren stekende kamhiel. Engelse leghorns zijn groter en zwaarder, hebben een veel grotere kam en een duidelijk kleine en geknepen staart. Nederlandse leghorns benaderen de Amerikaanse nog het meest, maar ze hebben een vlakkere ruglijn en een wat kleinere en minder gespreide staartpartij.
Er zijn ook soorten die niet door de KLN erkend worden: Deense leghorns zijn kleiner en hebben een steile staartdracht; Duitse leghorns waren wat langer van lichaam en hadden een duidelijk lagere staartdracht, later werden ze wat plomper van bouw. Ze worden daar ook Italiener genoemd.
De Engelse en Amerikaanse leghorns zijn in Nederland alleen erkend in de kleur wit, maar komen in de landen van oorsprong in veel meer kleurslagen voor. De Nederlandse leghorns zijn in Nederland erkend in wit, zwart, blauw, rood, witbont (exchequer), buff, koekoek, patrijs, zilverpatrijs, roodgeschouderd zilverpatrijs, geelpatrijs, bruinpatrijs, blauwpatrijs, koekoekpatrijs, isabelpatrijs, witpatrijs, patrijs goudflitter, zilverflitter, porselein en wit zwartcolumbia.
Leghorns leggen witte eieren van circa 55 gram.

## Leghornkrielen
Krielkippen bestaan al heel lang, volgens Androverdi waren ze er al volop in de 16e eeuw, dus moeten ze eerder zijn ontstaan. Hoe ze zijn ontstaan is niet bekend, mogelijkheden zijn mutatie of selectie.
De eerste poging om leghornkrielen te fokken is in Engeland rond 1800 gedaan, maar dit was geen succes. Oorzaak is waarschijnlijk dat getracht is krielen te fokken in de moeilijke kleurslag buff. Vanaf 1900 werden op Duitse tentoonstellingen af en toe patrijskleurige leghornkrielen onder de naam Zwerg-Italiener ingeschreven. Dat waren echter kleine landhoenkrielen die niets gemeen hadden met leghornkrielen, behalve de veerkleur, maar omdat in die tijd leghorns meestal in patrijskleur gefokt werden, benoemden leken deze kleine bruine krielen al gauw als leghornkrielen.
Op de Berlijnse pluimveeshow in 1919 stelde een fokker uit Thüringen echte patrijs leghornkrielen van het Duitse type tentoon van beide geslachten. Deze krielen waren echte leghornkrielen op basis van type en kopversierselen. De Duitse leghornkrielen hebben dezelfde wijziging in fokrichting gevolgd die de grote naamgenoten sindsdien hebben ondergaan. Geleidelijk aan werden ze omgevormd tot een slank, gestrekt hoen met lage staartdracht. In Nederland begon Hoogendijk uit Vlaardingen rond 1923 met succes de fok van witte leghornkrielen. In de Verenigde Staten zijn de Amerikaanse leghornkrielen rond 1930 ontstaan. Er wordt beweerd dat de gebroeders Schilling omstreeks 1930 zijn begonnen met de creatie van witte krielen, door het inkruisen van witte phoenix- en yokohamakrielen. Na jarenlang selecteren naar formaat, contouren, kopversierselen en staarten ontstond een goede leghornkriel.
Ook in kriel zijn dezelfde drie typen erkend. De Nederlandse leghornkrielen zijn erkend in dezelfde kleurslagen als de grote variant (behalve isabelpatrijs) en ook in koekoekzilverpatrijs, zilverpatrijs zilverflitter, blauwpatrijs goudflitter en buff zwartcolumbia. De Engelse leghornkrielen zijn erkend in wit en zwart en de Amerikaanse in wit en buff.
Ancona · Araucana · Ardenner · Assendelfter · Australorp · Barnevelder · Brabants hoen · Brakel · Drents hoen · Fries hoen · Groninger meeuw · Hollands hoen · Lakenvelder · Leghorn · Marans · New Hampshire · Oost-Friese meeuw · Orpington · Plymouth Rock · Rhode Island · Rijnlander · Twents hoen · Welsumer · Wyandotte